# Kanton Déli pályaudvar
Kanton Déli pályaudvar (egyszerűsített kínai írással: 广州南站; hagyományos kínai írásssal: 廣州南站; jűtphing: gwong2 zau1 naam4 zaam6; Cantonese Yale: Gwóngjāu Nàahm Jaahm), vagy más néven Új Kanton pályaudvar (egyszerűsített kínai nyelven: 新广州站, tradicionális kínai nyelven: 新廣州站) egy vasúti pályaudvar Kantonban, Kínában. A vasútállomás 2010. január 30-án, a metróállomás azonban csak később, szeptember 25-én nyílt meg.
Innen indulnak a nagysebességű vonatok Vuhan felé a Vuhan–Kanton nagysebességű vasútvonalon. Ez a legnagyobb metróállomás Kantonban. Egyike Kína négy legnagyobb vasúti hubjának. Nemzetközi állomás is, vonatok érkeznek ide Hongkongból a Kanton–Sencsen–Hongkong nagysebességű vasútvonalról.

## Vasútvonalak
A pályaudvart az alábbi vonalak érintik:
- Kanton–Sencsen–Hongkong nagysebességű vasútvonal
- Vuhan–Kanton nagysebességű vasútvonal
- Kantoni Intercity MRT
- Kantoni metró 2-es és 7-es vonal[5]

## Kapcsolódó állomások
A vasútállomáshoz az alábbi állomások vannak a legközelebb:
- Kanton Északi pályaudvar (Peking Nyugati pályaudvar, Peking–Kanton nagysebességű vasútvonal)
- Qingsheng railway station (Hongkong West Kowloon, Kanton–Sencsen–Hongkong nagysebességű vasútvonal)
- Foshanxi Railway Station (Guiyang North railway station, Kujjang-Kanton nagysebességű vasútvonal)
- Foshanxi Railway Station (Nanning vasútállomás, Nanning-Kanton-vasútvonal)
- Bijiang railway station (Csuhaj vasútállomás, Jiangmen Railway Station, Kanton–Csuhaj intercity vasútvonal)